# Divisão N.º 13 (Alberta)
A Divisão N.º 13 é uma das divisões do censo da província canadense de Alberta, conforme definido pela Statistics Canada. A maior parte da divisão está localizada no norte da Região Central de Alberta, e sua menor parte está situada na Região Norte. A maior comunidade urbana é o município de Whitecourt.